# The Shock
The Shock é um filme norte-americano de 1923, do gênero drama, dirigido por Lambert Hillyer e estrelado por Lon Chaney, interpretando um aleijado chamado Wilse Dilling. O filme foi baseado em uma história de William Dudley Pelley.
O título de trabalho do filme foi Bittersweet.

## Elenco
- Lon Chaney como Wilse Dilling
- Virginia Valli como Gertrude Hadley
- Jack Mower como Jack Cooper
- William Welsh como Micha Hadley
- Henry A. Barrows como John Cooper, Sr.
- Christine Mayo como Ann Cardington, também conhecida como "Rainha Anne"
- Harry De Vere como Olaf Wismer
- John Beck como Bill
- Walter Long como O capitão
- Bob Kortman como Capanga